# Objection (Tango)
Objection (Tango) (ook in het Spaans uitgebracht onder: "Te Aviso, Te Anuncio (Tango)") is de tweede single die door de Colombiaanse popster Shakira geschreven werd voor haar Engelstalige doorbraakalbum van 2001, Laundry Service.
Deze single is ook uitgebracht in het Spaans. De Engelse versie van het nummer geraakte op #55 op de Billboard Hot 100, en de Spaanse versie kwam terecht op #16.
Remixen werden gemaakt door Gigi D'Agostino, Eric Kupper en Jellybean Benitez.

## Informatie
Zowel de Engelse als de Spaanse versie van het lied hebben hetzelfde ritme. Objection was het eerste lied dat door Shakira helemaal in het Engels werd geschreven.

## Trivia
Op het boekje voor het album staat geschreven: "next to her cheap silicon I look minimal" ("naast haar goedkope silicon lijk ik miniem"). De correcte spelling zou moeten zijn: "next to her cheap silicone I look minimal", waarmee Shakira verwijst naar het materiaal van implantaten gebruikt bij borstvergrotingen.